# 岩手日日
岩手日日（いわてにちにち）は、岩手県一関市に本社を置く、株式会社岩手日日新聞社が発行する地方新聞（朝刊）。
発行部数は50,400部。発行エリアは岩手県央エリア（花巻市、北上市、西和賀町、奥州市、金ケ崎町）および一関エリア（一関市、平泉町）。2023年2月26日に創立100周年を迎えた。2023年1月時点、ABC協会非加盟。

## 概要
1923年（大正12年）に「夕刊いちのせき」として創刊。その後朝刊に転換し、おおむね花巻市から一関市までの県南内陸部を中心とした地域がおもな取材対象・配布地域。岩手県南部の地域情報紙として発行。国際・国内ニュースも発信する。地盤である一関市では特にシェアが高い。盛岡市をはじめ、岩手県北部や沿岸部では配布しておらず、郵送のみ対応している。
一関版の「岩手日日・一関版」と、花巻・北上・胆江版の「岩手日日」に分かれており、両者では一面の記事内容が大きく異なる。2023年（令和5年）12月1日、一関版廃止、紙面を統一。
同社が制作する情報紙「いわにちリビングun」は岩手日日に折り込まれるほか、盛岡地域から胆江地域においては朝日新聞、読売新聞、毎日新聞にも折り込まれる。地元ケーブルテレビ局の一関ケーブルネットワークは同社子会社である。
電子版としては、2017年7月にウェブサイト「Iwanichi Online」、8月には「岩手日日電子新聞momotto（モモット）」をリリースした。2023年時点、以下の媒体においてインターネット経由で記事を配信している。また、Facebook、Twitter、Line上で一部記事へのリンクを配信している。
価格は1部140円・月極3,150円、電子新聞は単独で2,445円・本紙併読で＋330円（3,480円）。
- Iwanichi Online - 一部記事、コラムを参照可能。
- 岩手日日電子新聞momotto（モモット） - 新聞紙面をそのまま参照可能。2016年7月以降の記事検索が可能（著作権などにより一部は非対応）。
- Yahoo!ニュース - 一部記事を参照可能。
- スマートニュース - 「岩手県」チャンネル、「岩手日日」チャンネルにおいて一部記事を参照可能。

## 紙面
全ページフルカラーで、発行日により12頁または16頁建。
- 一面 - 主に地域の話題（政治・経済）を中心として構成。一関版と花巻・北上・胆江版でそれぞれ内容が異なる。コラムは「日日草」のタイトル[注 5]。
- 総合面（総合1）- 県内話題・小説・天気予報（県内・仙台・東京） - 基本的には盛岡市近郊の話題や、岩手県庁の公表する情報を取り上げる[注 6]。
- 総合面（総合2）- 国内外面・漫画 - 岩手県外、世界の政治・経済・社会・事件に加え、東証株価指数、野菜、果実、枝肉等の市況等。掲載漫画はあしはらたいじ「くもりのち晴れッ！」[注 7]
- 番組面 - 最終面にNHK（総合・Eテレ）、県内民放（IBC岩手放送、テレビ岩手、岩手めんこいテレビ、岩手朝日テレビ）をフルサイズ、宮城県の民放4社、NHK BS1・NHK BSプレミアムをハーフサイズで掲載。下方にはCATVの番組表、全国の天気予報も掲載。紙面中ほどにも番組面を設けており、BSデジタル民放、CS主要局、ラジオ（AM・FM・ラジオNIKKEI）、コミュニティFM（FMあすも、奥州エフエム、FM One）を掲載。
- 生活・情報面 - 慶弔（県央・一関エリア）、県外の生活・情報関連ニュース、仙台空港・花巻空港空席情報、夜行高速バス空席情報等
- スポーツ面 - 野球、相撲、水沢競馬等2ページで構成。
- 地域社会面 - 「胆江・北上・花巻」「一関・平泉」で構成し各2ページずつ。[注 8]。いずれも、政治・経済寄りの話題ではなく「街の話題」や事件記事をピックアップし掲載。

## 関連紙・関連サイト
- いわにちリビングun - フリーペーパー。発行部数は140,300部[8]。県南版、県央版があり、インターネットサイトでは両方を参照可能。
- なじょったニュース - 岩手日日新聞社が運用するニュースサイト。いわにちリビングunの掲載記事を中心にニュースを掲載。
- momotto + - 岩手日日電子新聞momotto（モモット）有料会員向け
  - がんばっぺし三陸 - 地域紙連携パートナーの東海新報（大船渡市）と三陸新報（宮城県気仙沼市）の地域のニュースを掲載。

## 沿革
- 1923年（大正12年）2月26日 - 前身となる「夕刊いちのせき」が創刊。
- 1940年（昭和15年）-「夕刊岩手日日」に改題。
- 1941年（昭和16年）12月 - 戦時中の新聞統廃合により休刊。
- 1946年（昭和21年）2月 - 復刊し、夕刊から朝刊に変更。
- 2020年（令和2年）4月1日 - 完全子会社である「青森高速オフセット」の全株式を読売新聞社へ売却[9]。
- 2023年（令和5年）
  - 1月1日 - 月ぎめ購読料を値上げ。
  - 6月5日 - 本社ビル（一関市南新町60[10]）の老朽化に伴い、本社機能を編集・営業・印刷局を置く東台センターに移転[11]。

## 本社
本社・東台センター・東台印刷工場

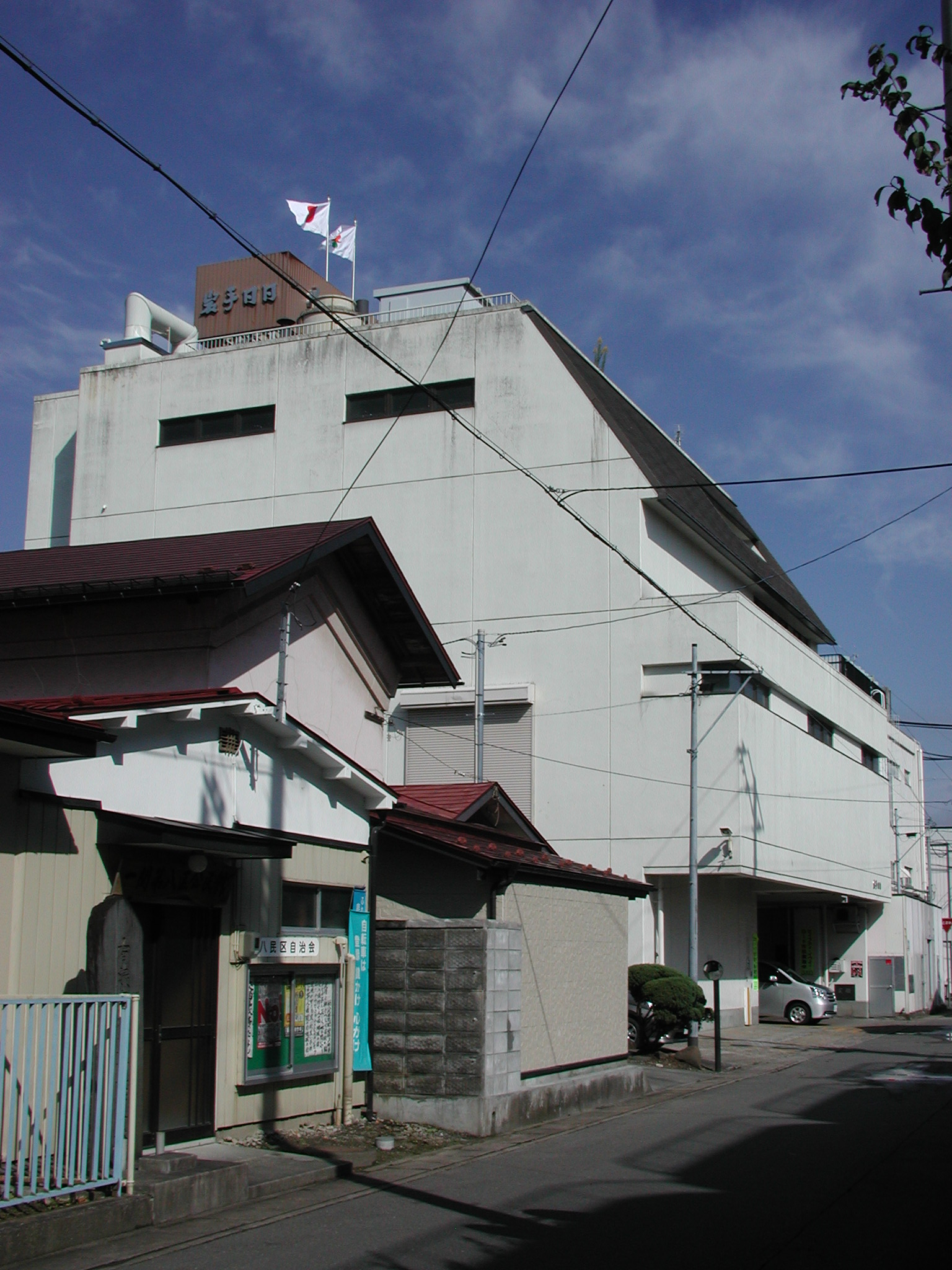
旧本社ビル（2009年10月）

総務局、経理局、編集局、販売局、営業局、制作局、東台ファーム工場を置く。
- 〒021-8687 岩手県一関市東台14番地37（一関東工業団地内）

支社
- 東京、仙台、盛岡、中部、水沢

支局
- 千厩、平泉

## 関連会社
- 岩手日日販売株式会社

　　一関市新大町39
- 株式会社一関ケーブルネットワーク

　　一関市八幡町1-24
- 仙台高速オフセット株式会社

　　仙台市若林区卸町東5丁目7-26
- 栃木高速オフセット株式会社

　　栃木市惣社町1693-7

## 地域紙連携パートナー
地域紙連携パートナーの東海新報（大船渡市）と三陸新報（宮城県気仙沼市）から旬の話題を月1回の特集面『復興応援企画「がんばっぺし三陸」』として掲載。

## 競合紙
- 岩手日報 - 岩手県全域・八戸市・気仙沼市で発行。
- 胆江日日新聞 - 奥州市・金ケ崎町で発行。
- 東海新報 - 大船渡市・陸前高田市・住田町で発行。
  - 岩手日日は2011年8月下旬から新聞店売り、コンビニ売りのみに限り大船渡市での取り扱いを開始したが、2012年3月31日発行分をもって大船渡市での販売を打ち切った（紙面内容は両磐地域向けと同一だった）。

## 受託印刷新聞
- 日本経済新聞

岩日グループの印刷会社である「仙台高速オフセット」が主に宮城県・山形県・福島県の全域と岩手県の一部向けに発行する新聞を日本経済新聞社から委託を受けて現地印刷している。
- 読売新聞

岩日グループの印刷会社である「栃木高速オフセット」が主に栃木県向けに発行する新聞、「仙台高速オフセット」が主に宮城県向けに発行する新聞を読売新聞東京本社から委託を受けて現地印刷している。なお2020年3月まで岩日グループにあった「青森高速オフセット」も青森県・秋田県・岩手県の読売新聞朝刊を委託印刷していたが、同4月に読売新聞社に事業譲渡、10月から「青森読売プリントメディア」に社名を変更し事実上読売新聞の直営化されている。